# City-Tunnel Offenbach
Der City-Tunnel ist ein Eisenbahntunnel der Bahnstrecke Frankfurt Schlachthof–Hanau in Offenbach am Main, der ausschließlich von der S-Bahn Rhein-Main genutzt wird. Er wird von allen in den östlichen Bereich verkehrenden Linien befahren (S1, S2, S8 und S9) und folgt im östlichen Teil der Trasse der Frankfurt-Offenbacher Lokalbahn, die 1955 stillgelegt und durch die Berliner Straße überbaut wurde.
Die Höchstgeschwindigkeit im Tunnel beträgt 80 km/h, von der westlichen Tunnelrampe bis Kaiserlei 100 km/h.

## Planungen

Planungsvarianten der S-Bahn-Strecke zwischen Frankfurt und Offenbach

Im Zuge des Baus der S-Bahn-Strecke wurden zwischen Frankfurt und Offenbach verschiedene Varianten untersucht, die überwiegend im Offenbacher Stadtgebiet eine Trassenführung entlang der Bestandsstrecke und damit über den Offenbacher Hauptbahnhof vorsahen, der sich jedoch abseits des Stadtzentrums befindet.
Eine Kosten-Nutzen-Analyse von Prof. Gerhard Heimerl kam im Herbst 1983 zu dem Ergebnis, dass eine unterirdische Trasse durch die Offenbacher Innenstadt trotz der Kosten den höheren Nutzen als der Ausbau der vorhandenen Strecken im Offenbacher Stadtgebiet biete, womit die Entscheidung für den Bau des City-Tunnels fiel.

## Bauphase
Nach Abschluss der notwendigen Verhandlungen über die Finanzierung des Projekts am 4. Dezember 1986 und den notwendigen Ratifizierungen in den verschiedenen Gremien und der Schaffung des notwendigen Rechts mittels Planfeststellungsbeschlusses waren Ende 1990 die Voraussetzungen für den vollständigen Bau gegeben. Allerdings war der offizielle Baubeginn durch eine symbolische Aktion bereits am 23. März 1988 erfolgt.
Auch in Offenbach hatte man neben den „üblichen“ Problemen wie kreuzenden Ver- und Entsorgungsleitungen, Kabeltrassen und Verkehrsführung die Schwierigkeit, den Tunnel nicht überall in offener Bauweise mittels einer Baugrube erstellen zu können. Allerdings konnten 3,5 Kilometer der insgesamt 3,7 Kilometer langen Tunnelstrecke in offener Bauweise errichtet werden, besondere Probleme gab es im Bereich der Ecke Bieberer-/Friedhofstraße, wo direkt unter Kellerfundamenten gebaut werden musste, so dass eine Rohrschirmdecke erforderlich war.
Für den Entwurf einer künstlerischen Ausgestaltung wurden 1992 der HfG-Professor Adam Jankowski (Station Marktplatz) und der Städelprofessor Thomas Bayrle (Station Kaiserlei) engagiert, eine Realisierung der Ergebnisse blieb jedoch aus.

## Inbetriebnahme und spätere Änderungen

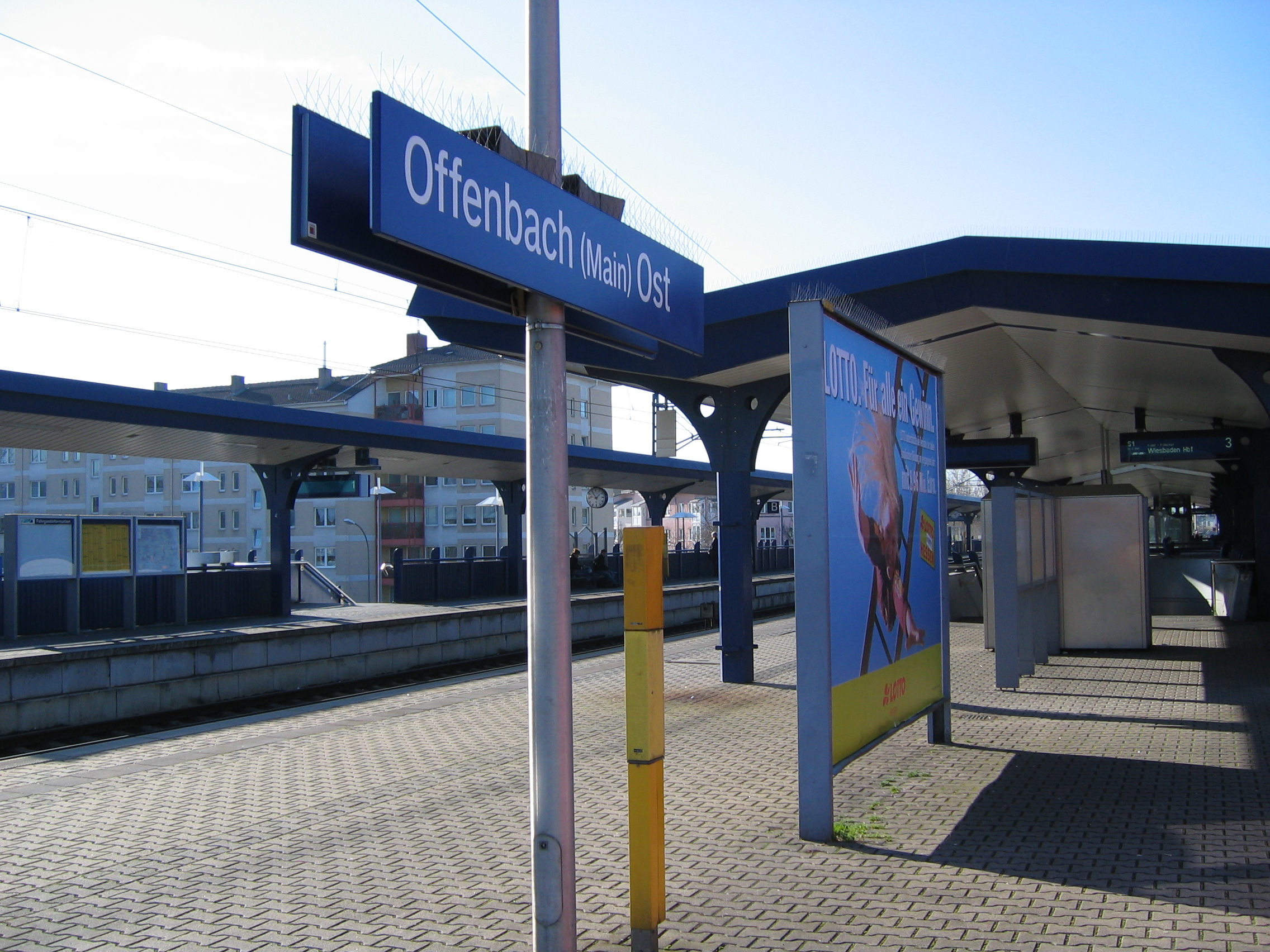
S-Bahnhof Offenbach Ost

Die Strecke zwischen Frankfurt Mühlberg und Offenbach Ost konnte am 23. Mai 1995 ihren Betrieb aufnehmen. Damit verbunden war die Verlängerung der S8 bis Hanau, während die S1 nur bis Offenbach Ost fuhr. Die S2, die bis dahin ihren Endpunkt am Mühlberg gehabt hatte, fuhr nun zum Frankfurter Südbahnhof.
Nach der Fertigstellung der Ausbaumaßnahmen auf der Rodgaubahn sowie der Strecke nach Dietzenbach verkehren heute die Linien S1, S2, S8 und S9 durch den Offenbacher City-Tunnel. Mangels ausreichender Kapazitäten des Frankfurter City-Tunnels verkehrte bis zum 13. Juni 2010 im Gegensatz zu den anderen Linien die S2 nur im Halbstundentakt, während die Verstärkungszüge der S2 nur zwischen Dietzenbach und Offenbach Hbf bzw. Frankfurt Hbf und Niedernhausen fuhren und den Tunnel daher nicht benutzten.
Im Verlauf des Offenbacher City-Tunnels fahren die S-Bahnen drei Stationen an: Kaiserlei, Ledermuseum und Marktplatz. Alle Stationen sind in ihrer Bauausführung sehr ähnlich und kommen ohne Stützen aus. Zugleich sind sie den geänderten Anforderungen durch das Sicherheitsbedürfnis der Fahrgäste und der Vermeidung von Graffiti-Sprayereien folgend sehr übersichtlich konzipiert, die Planung der Stationen erfolgte erstmals in der Baugeschichte der S-Bahn Rhein-Main nicht durch die Bahn selbst, sondern durch beauftragte Architekten.